# Jannik Rochelt
Jannik Rochelt (* 27. September 1998 in Lindenberg im Allgäu) ist ein deutscher Fußballspieler. Er agiert meist als Flügelspieler oder im offensiven Mittelfeld. Beim FC Memmingen legte er in der viertklassigen Regionalliga Bayern den Grundstein für seine fußballerische Karriere und schaffte bereits nach rund einem Jahr mit seinem Wechsel zur Amateurmannschaft des FC Bayern München den Sprung in den Profifußball. Nach anderthalb Jahren beim SSV Ulm 1846 wechselte er zur Saison 2022/23 zum Drittligaaufsteiger SV Elversberg, zur Saison 2024/25 dann zum Zweitligisten Hannover 96.

## Sportliche Laufbahn

### Die Jugendzeit
Jannik Rochelt stammt aus Weiler im Allgäu, im Landkreis Lindau (Bodensee) gelegen. Beim dortigen FV Rot-Weiß Weiler begann er mit dem Vereinsfußball und wechselte nach der D-Jugend zum etwas über 40 Kilometer entfernten VfB Friedrichshafen. Dort spielte er in der C-Jugend, bevor es wieder über die Landesgrenze zurück nach Bayerisch-Schwaben ging. Dort lief er ab 2013 für die B-Jugend des FC Memmingen auf. Im ersten halben Jahr spielte er dort im jüngeren B-Junioren-Jahrgang in der viertklassigen Bezirksoberliga Schwaben, ab dem Winter war der nun 15-Jährige dann mit der U17-Mannschaft zwei Spielklassen höher in der B-Junioren-Bayernliga im gesamten Freistaat unterwegs und schaffte mit dem Team den Klassenerhalt. Auch die Folgesaison 2014/15 verbrachte er in der U17 und beendete diese mit seiner Mannschaft auf einem soliden Mittelfeldplatz weit entfernt von den Abstiegsrängen. Ein ähnliches Bild wie bei der B-Jugend ergab sich für Rochelt auch bei den A-Junioren: Zuerst einige Monate mit dem jüngeren Jahrgang auf regionaler Ebene, dann aber schon bald mit dem älteren Jahrgang auf bayernweiter Ebene und das durchaus erfolgreich mit einem zweiten Platz in der Tabelle hinter dem FC Augsburg. Gegen Ende seines zweiten A-Jugend-Jahrs kam Rochelt, inzwischen volljährig, dann zu ersten Einsätzen für die zweite Herrenmannschaft des FC Memmingen in der sechstklassigen Landesliga Südwest.

### Von Memmingen aus zum FC Bayern
Ab Sommer 2017 gehörte er fest zum Kader der zweiten Mannschaft, doch bereits im November holte ihn Interimstrainer Bernd Kunze in die erste Mannschaft des FC Memmingen, die in der viertklassigen Regionalliga Bayern gegen den Abstieg spielte. Jannik Rochelt etablierte sich sofort in der Mannschaft und am Saisonende rettete sich der FC Memmingen in der Relegation gegen den TSV Rain vor dem Abstieg. Mit dem frühen Führungstor im entscheidenden zweiten Spiel an der heimischen Bodenseestraße trug Rochelt maßgeblich zum Klassenerhalt bei.
In der Folgesaison hatte die Mannschaft mit der Abstiegszone nichts mehr zu tun, im Gegenteil, sie bewegte sich in der Hinrunde stets auf den Tabellenplätzen zwei bis sechs. Auch bei Rochelt selbst lief es sehr gut, er legte eine in seiner gesamten Memminger Zeit noch nicht gesehene Treffsicherheit an den Tag und trug mit acht Toren zum Mannschaftserfolg bei. Rochelts Leistungen blieben auch in der Landeshauptstadt nicht unbemerkt und so schloss er zu Beginn des Jahres 2019 noch seine Ausbildung zum Bankkaufmann ab, wobei sein Zeitaufwand um von der Arbeit zum Training zu kommen jeweils bei knapp einer Stunde pro Strecke gelegen hatte. Nach Beendigung der Ausbildung wurde er dann Fußballprofi bei der zweiten Mannschaft des FC Bayern München, die trotz der gängigen Bezeichnung „Bayern-Amateure“ eine Profimannschaft ist, ebenfalls in der Regionalliga Bayern spielte und deren erklärtes Saisonziel der Aufstieg in die 3. Liga war. Mit Rochelt hatte es ein Talent in den Profifußball geschafft, das noch in seiner Jugendzeit den Trainern am DFB-Stützpunkt in Wangen im Allgäu nicht besonders aufgefallen war und somit auch nie in einem Nachwuchsleistungszentrum ausgebildet worden ist.
Hatte Rochelts fußballerischer Wirkungskreis sich bislang auf den Bodenseeraum und Bayern beschränkt, führte ihn seine erste Dienstreise mit dem neuen Verein gleich über den Atlantik und zwar ins texanische Dallas, wohin er seiner neuen Mannschaft ins Trainingslager hinterherreiste. Sein erster Einsatz für die Bayern-Amateure erfolgte dann bei einem Spiel gegen den FC Dallas aus der MLS, der höchsten nordamerikanischen Fußball-Liga, und ging mit 0:4 verloren.
Im weiteren Verlauf der Regionalliga-Saison folgte für Rochelt unter Trainer Holger Seitz ein stetiger Wechsel zwischen Anfangself und Einsätzen als Einwechselspieler. Seinen acht Toren der Hinrunde folgte nur ein weiteres. Mit der Mannschaft erreichte er die Meisterschaft der Regionalliga Bayern und damit verbunden die Aufstiegsspiele gegen den Meister aus dem Norden, die Amateurmannschaft des VfL Wolfsburg. Beim mit 1:3 in Wolfsburg verlorenen Hinspiel war Rochelt wiederum nur Einwechselspieler. Beim Rückspiel in München lagen die Bayern-Amateure bereits früh mit 0:1 zurück und Jannik Rochelt war es, der mit seinem Ausgleichstreffer und der Vorbereitung des 2:1-Führungstreffers die Wende einleitete. Das Spiel endete mit 4:1 und damit stieg die Mannschaft in die 3. Liga auf. Im Verlauf der Rückrunde war Rochelt mit der Mannschaft auch mehrmals nach England gereist, da die Bayern-Amateure am Premier League International Cup teilnahmen, einem Wettbewerb, an dem jeweils zwölf englische und zwölf kontinentaleuropäische U23-Mannschaften teilnehmen. Durch seinen Treffer im Elfmeterschießen bei Leicester City im Viertelfinale und einer Torvorlage beim 3:1 im Halbfinale beim FC Reading trug er maßgeblich zum Einzug ins Finale gegen Dinamo Zagreb bei, bei dem er jedoch nur als Einwechselspieler zum Einsatz kam. Das Finale gewann Bayern mit 2:0.
Nach der Sommerpause spielte Rochelt in der 3. Liga unter dem neuen Trainer Sebastian Hoeneß zunächst auf der für ihn bislang eher ungewohnten Position des Rechtsverteidigers, ehe er wieder auf seine Stammposition im offensiven Mittelfeld zurückkehrte. Verletzungs- und krankheitsbedingt musste er zweimal pausieren, ansonsten stand er bis zur Winterpause bei rund der Hälfte der Spiele in der Startelf. Seitdem wurde er jedoch kaum noch von Hoeneß berücksichtigt. Nach dem Gewinn der Drittligameisterschaft verabschiedete sich Hoeneß im Sommer 2020 zum Bundesligisten TSG Hoffenheim, seine Nachfolge trat sein Vorgänger Holger Seitz an, der Rochelt zwar etwas häufiger als Hoeneß einsetzte, dennoch kam dieser in der Saison 2020/21 bis Ende Januar nur zu zehn Einsätzen in 19 Spielen, fast ausschließlich als Einwechselspieler.

### Zurück in die Regionalliga
Anfang Februar 2021 erfolgte dann, wenige Monate vor Ablauf seines Vertrags, der Wechsel zurück in die vierte Liga, zum Südwest-Regionalligisten SSV Ulm 1846. In einer Nachbetrachtung äußerte Rochelt sich, am Ende habe es in München „von beiden Seiten nicht richtig gepasst“. In Ulm zählte Jannik Rochelt unter Trainer Holger Bachthaler meist zur Startelf und spielte auf verschiedenen Positionen im Mittelfeld und auf den Flügeln. Mit den Ulmer Spatzen gewann er den württembergischen Pokal gegen den Ligakonkurrenten TSG Balingen und erreichte in der Liga den vierten Platz. Zweimal war Rochelt dabei als Torschütze erfolgreich, bei vier Toren gab er die Vorlage.
In der Folgesaison war Jannik Rochelt meist auf der Rechtsaußenposition zu finden. Durch den Sieg im württembergischen Pokal waren die Ulmer für die Hauptrunde des DFB-Pokals qualifiziert, dort traf man mit Rochelt in der Startelf auf den Zweitligisten 1. FC Nürnberg und unterlag im heimischen Donaustadion knapp mit 0:1. Im württembergischen Pokal erreichte der SSV Ulm wiederum das Endspiel, unterlag dort aber gegen die eine Klasse tiefer spielenden Stuttgarter Kickers im Elfmeterschießen. Unter der Leitung des neuen Trainers Thomas Wörle, zuvor lange Jahre Trainer der Frauenmannschaft des FC Bayern München in der Bundesliga, kam Rochelt in den 38 Ligaspielen zu 31 Einsätzen, davon 22 von Beginn an. Mit der Mannschaft spielte er lange Zeit um den Aufstieg in die 3. Liga mit, musste sich aber letzten Endes der Sportvereinigung 07 Elversberg aus dem Saarland mit drei Punkten Rückstand geschlagen geben.

### Wiederum 3. Liga
Eben jene SV Elversberg war dann ab Sommer 2022 der neue Arbeitgeber des 23-Jährigen, der nach eigenen Angaben mehrere Angebote aus der 3. Liga gehabt hatte. Hatte Jannik Rochelt in Ulm noch eher selten ins gegnerische Tor getroffen, so änderte sich dies nun in Elversberg, wo er überwiegend auf der von ihm bevorzugten Position als Linksaußen agiert. Als Saarlandpokalsieger war Elversberg für die 1. Runde des DFB-Pokals qualifiziert und traf dort auf den Champions-League-Teilnehmer Bayer Leverkusen. Schon kurz nach Anpfiff traf Jannik Rochelt ins Tor des Bundesligisten, sein Team gewann mit 4:3 und zog damit in die 2. Runde ein, in der Elversberg dem Bundesligisten VfL Bochum mit 0:1 unterlegen war. In der 3. Liga spielten die Aufsteiger aus dem Saarland eine herausragende Rolle. Das Team von Trainer Horst Steffen stand zur Winterpause an der Tabellenspitze mit zehn Punkten Vorsprung vor einem Nichtaufstiegsplatz, acht Tore und sieben Vorlagen hatte Rochelt dazu beigesteuert. Damit war er bester Scorer der Liga. Vom Kicker wurden seine Leistungen mit einem Notenschnitt von 2,62 bewertet, der viertbeste Wert aller Drittligaspieler. Am Ende der Saison stieg er mit seinem Verein in die 2. Bundesliga auf.

### 2. Liga
Zur Saison 2024/25 wechselte Rochelt zu Hannover 96 und erhielt dort die Rückennummer 10.

## Erfolge
SV Elversberg
- Meister der 3. Liga und Aufstieg in die 2. Bundesliga: 2022/2023

## Privates
Rochelt ist verheiratet mit seiner Frau Sarah. Da beide Ehepartner Hundeliebhaber sind, gehört auch Zwergpudel Leo zur Familie. Rochelt hat eine abgeschlossene Ausbildung als Bankkaufmann. Als Hobby gibt er den Darts-Sport an.